# A Broken Life
A Broken Life es una película canadiense de drama de 2007, dirigida por Neil Coombs, que a su vez la escribió junto a Grace Kosaka, Anna Lee, Giles Daoust y Daphnis Boelens, musicalizada por Christopher Dedrick, en la fotografía estuvo Peter Benison y los protagonistas son Tom Sizemore, Corey Sevier y Grace Kosaka, entre otros. El filme fue producido por Caged Angel Films, Parallel Media, Eggplant Picture & Sound y Optix Digital Pictures; se estrenó el 23 de septiembre de 2007.

## Sinopsis
Max, atormentado por su propia mediocridad, decide quitarse la vida. Entonces recluta a su único amigo, Bud, un director de cine con dificultades, que va a filmar su último día en el planeta.